# Chung Shin-cho
Chung Shin-cho (Hanja: 정신조; (Hangul: 송순천, Hancha: 鄭申朝) (ur. 6 stycznia 1940) – południowokoreański bokser kategorii koguciej. Jest srebrnym medalistą letnich igrzysk olimpijskich w Tokio (1964).